# AAA-Saison 1914

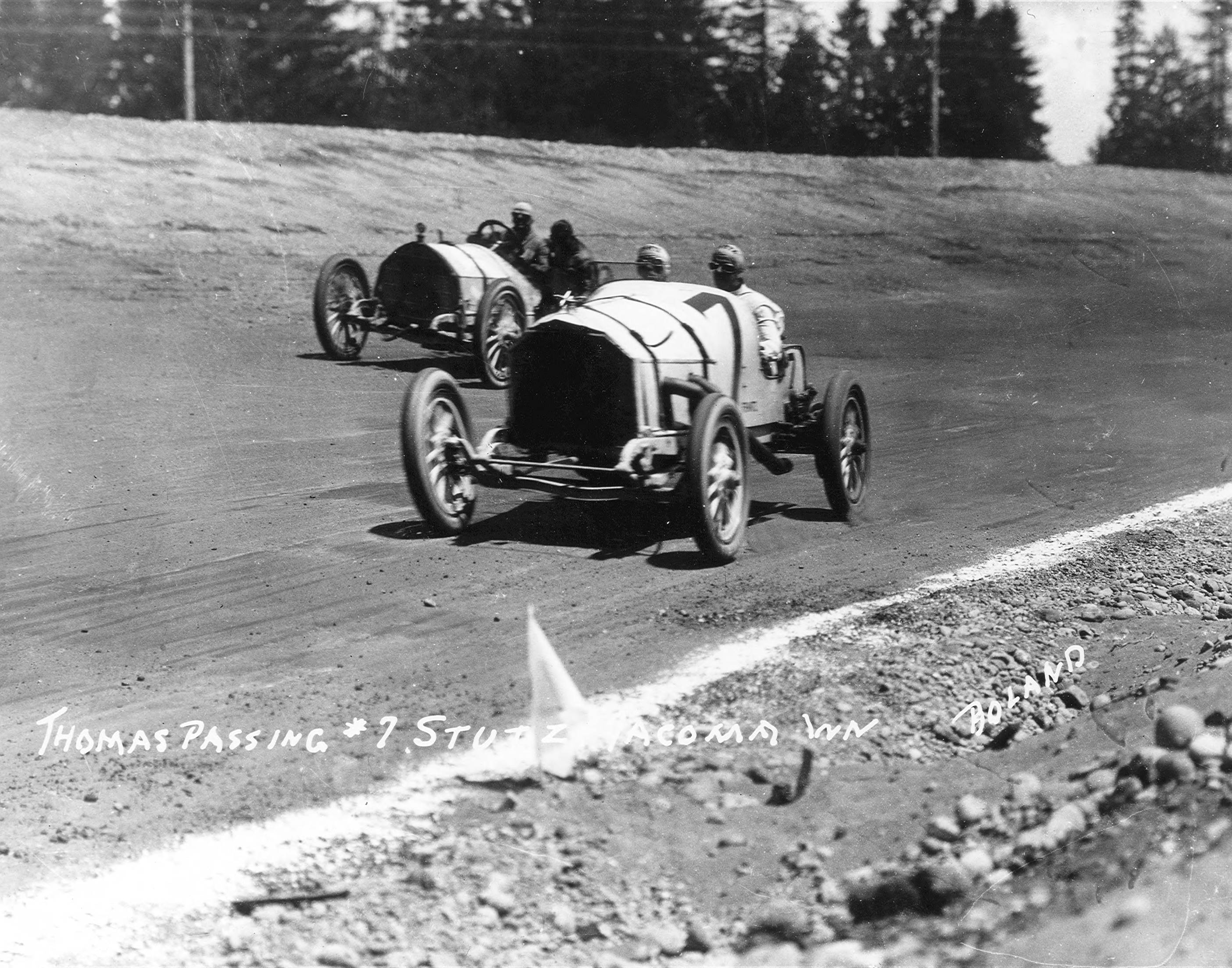
Rennszene aus dem InterCity 100-Meilen-Rennen, das am 3. Juli in Tacoma stattfand.

Die AAA-Saison 1914 war die sechste offizielle Saison der nationalen Automobilmeisterschaft in den Vereinigten Staaten. Sie bestand aus 15 Rennen, die zwischen dem 26. Februar und dem 26. November ausgetragen wurden. Die Saison bestand aus einzelnen Rennen, ohne dass ein Meistertitel vergeben wurde.

## Rennergebnisse
Es gab 15 Rennen, die auf 10 verschiedenen Rennstrecken ausgetragen wurden. Zehn Rennen fanden auf Ovalkursen statt und fünf auf temporären Straßenkursen.
| Nr. | Datum         | Ort (Staat)       | Rennen / Rennstrecke                                                | Fahrzeugklasse          | Distanz (mi / km) Runden   | Sieger             | Fahrzeug   |
| --- | ------------- | ----------------- | ------------------------------------------------------------------- | ----------------------- | -------------------------- | ------------------ | ---------- |
| 01  | 26. Februar   | Santa Monica (CA) | William K. Vanderbilt Cup Santa Monica Road Race Course (T)         | unbekannt               | 294,595 / 474,1 35 Runden  | Ralph DePalma      | Mercedes   |
| 02  | 28. Februar   | Santa Monica (CA) | Großer Preis von Amerika Santa Monica Road Race Course (T)          | unbekannt               | 404,016 / 650,2 48 Runden  | Eddie Pullen       | Mercer     |
| 03  | 30. Mai       | Indianapolis (IN) | International 500 Mile Sweepstakes Indianapolis Motor Speedway (ZO) | bis 450 cu in           | 500 / 804,7 200 Runden     | René Thomas        | Delage     |
| 04  | 03. Juli      | Tacoma (WA)       | Golden Potlach Trophy Race Pacific Coast Speedway (UO)              | Klasse E, bis 600 cu in | 200 / 321,9 100 Runden     | Hughie Hughes      | Maxwell    |
| 05  | 04. Juli      | Tacoma (WA)       | Montamarathon Trophy Race Pacific Coast Speedway (UO)               | Klasse D, Frei für alle | 250 / 402,3 125 Runden     | Earl Cooper        | Stutz      |
| 06  | 04. Juli      | Stevens (SD)      | Sioux City Race Sioux City Speedway (UO)                            | unbekannt               | 300 / 482,8 150 Runden     | Eddie Rickenbacker | Duesenberg |
| 07  | 30. Juli      | Denver Beach (TX) | Galveston Race 1 Denver Beach Course (SO)                           | unbekannt               | 50 / 80,5 10 Runden        | Ralph Mulford      | Peugeot    |
| 08  | 01. August    | Denver Beach (TX) | Galveston Race 2 Denver Beach Course (SO)                           | unbekannt               | 50 / 80,5 10 Runden        | Ralph Mulford      | Peugeot    |
| 09  | 03. August    | Denver Beach (TX) | Galveston Race 3 Denver Beach Course (SO)                           | unbekannt               | 50 / 80,5 10 Runden        | Ralph Mulford      | Peugeot    |
| 10  | 21. August    | Elgin (IL)        | Chicago Auto Club Trophy Race Elgin Road Race Circuit (T)           | unbekannt               | 301,32 / 484,9 36 Runden   | Ralph DePalma      | Mercedes   |
| 11  | 22. August    | Elgin (IL)        | National Trophy Race Elgin Road Race Circuit (T)                    |                         | 301,32 / 484,9 36 Runden   | Ralph DePalma      | Mercedes   |
| 12  | 26. September | Kalamazoo (MI)    | Kalamazoo Race Kalamazoo Fairgorunds (UO)                           | Klasse D, Frei für alle | 100 / 160,9 100 Runden     | Bob Burman         | Peugeot    |
| 13  | 22. Oktober   | Galesburg (IL)    | Galesburg Race Galesburg District Fairgrounds (UO)                  | unbekannt               | 100 / 160,9 100 Runden     | Ralph Mulford      | Duesenberg |
| 14  | 24. Oktober   | Hamline (MN)      | St. Paul Race Minnesota State Fair Speedway (UO)                    | unbekannt               | 100 / 160,9 100 Runden     | Tom Alley          | Duesenberg |
| 15  | 26. November  | Corona (CA)       | Corona Race Grand Avenue Boulevard (T)                              | unbekannt               | 301,712 / 485,6 109 Runden | Eddie Pullen       | Mercer     |

- Erklärung: T: temporärer Straßenkurs, SO: Strandoval, UO: unbefestigtes Oval, ZO: Ziegelsteinoval

## Kurzmeldungen
- Beim Vanderbilt Cup starteten die Fahrer in 15-Sekunden-Intervallen.[3]
- Spencer Wishart traf beim National Trophy Race in Elgin in Führung liegend einen Baum und erlag seinen Verletzungen später im Krankenhaus. Sein Mechaniker Jack Jenter starb vier Tage später an den Folgen des Unfalls.
- Das Rennen in Galesburg war ursprünglich für den 14. Oktober geplant. Wegen Regens wurde es auf den 22. Oktober verschoben. Bob Burman, der bis dahin 79 Runden lang in Führung lag, ging in der letzten Runde der Treibstoff aus. Er rollte 14 Sekunden nach Ralph Mulford durchs Ziel. Mulford gewann und Burman wurde Zweiter.[15]
- Barney Oldfield fuhr das letzte Saisonrennen über 485 Kilometer mit einem Maxwell ohne Boxenstopp. Dabei verbrauchte er 23 Gallonen (87 Liter) Benzin und drei Gallonen (ca. 11 Liter) Öl.[18]
- Tom Alley absolvierte mit zehn Rennen die meisten. Mit vier Siegen war Ralph Mulford der siegreichste Fahrer.

## Bester Fahrer

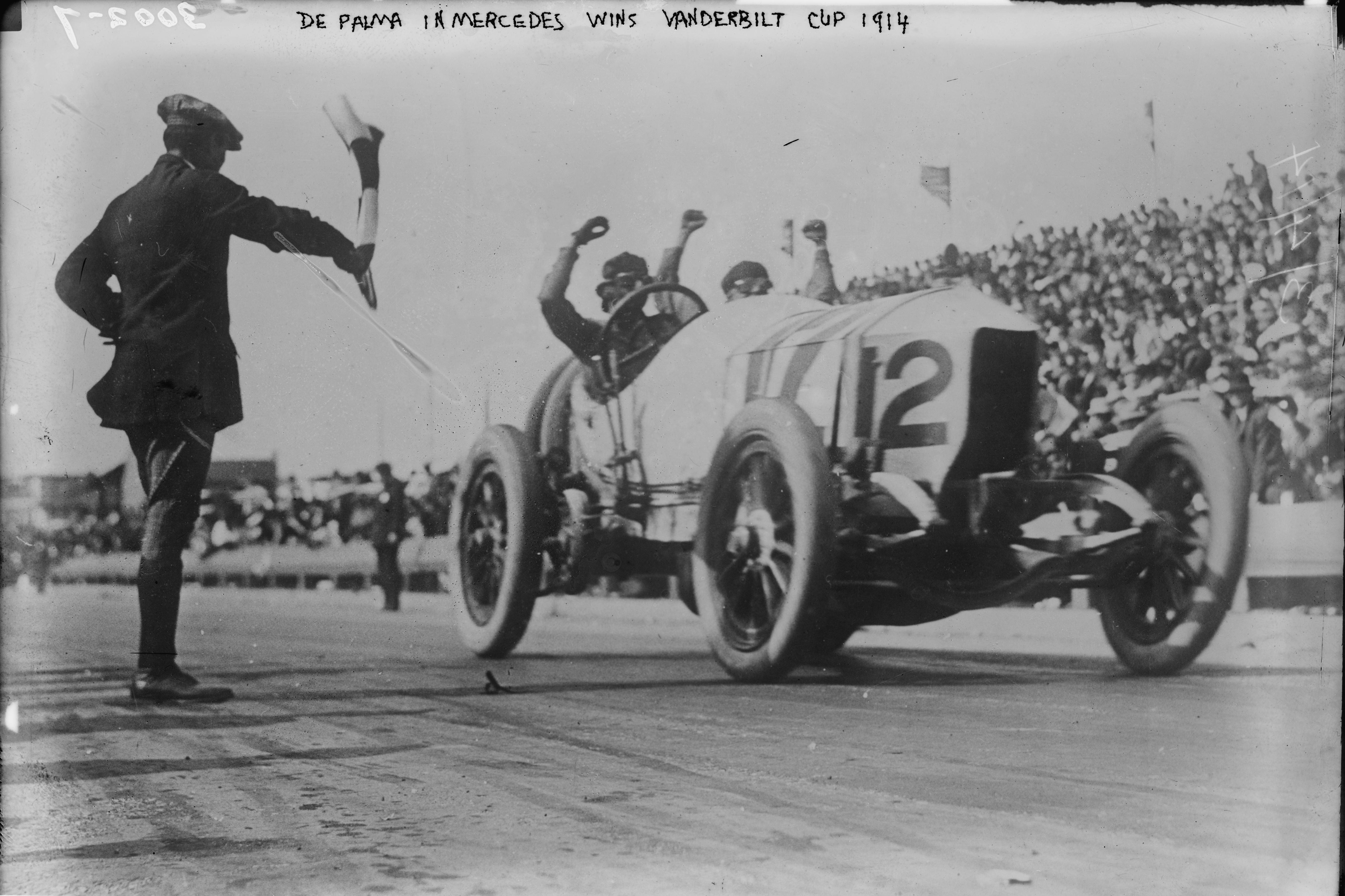
DePalma und Mechaniker Tom Alley bejubeln den Sieg beim Vanderbilt Cup

Ralph DePalma wurde von der Zeitschrift Motor Age ein zweites Mal nach 1912 zum besten Fahrer des Jahres gewählt. 1927 wurden für mehrere Saisons rückwirkend Meisterschaften berechnet. Auch hier lag DePalma vorne. Diese Titel werden jedoch nicht als offiziell betrachtet.